# Fernando Llorente
Fernando Llorente Torres [ferˈnando ʎoˈɾente ˈtores] (* 26. Februar 1985 in Pamplona, Provinz Navarra) ist ein ehemaliger spanischer Fußballspieler, welcher im Februar 2023 seine Karriere beendete. Er absolvierte die meisten Pflichtspiele für Athletic Bilbao und gewann 2010 mit der spanischen Nationalmannschaft die Weltmeisterschaft und 2012 die Europameisterschaft. 

## Vereinskarriere
Llorente, der im navarresischen Pamplona zur Welt kam und in der Heimatstadt seiner Eltern, Rincón de Soto in La Rioja, aufwuchs, begann mit dem Fußballspielen in der Jugend der örtlichen Vereine FC Funes und CA River Ebro. Als Zwölfjähriger wechselte er im Sommer 1997 zu Athletic Bilbao. Bei den Basken durchlief er diverse Jugendmannschaften, bis er 2003 an das Farmteam CD Baskonia abgegeben wurde, für das er mit 18 Jahren in der Tercera-División-Saison 2003/04 in 33 Spielen zwölf Tore erzielte.
In der folgenden Saison wurde er in die zweite Mannschaft von Athletic geholt, bei der er in der ersten Saisonhälfte der Segunda División B vier Tore in 16 Einsätzen erzielte. Daher wurde Anfang 2004 sein Vertrag bis 2008 verlängert. Kurz vor seinem 20. Geburtstag gab er am 16. Januar 2005 beim 1:1 gegen Espanyol Barcelona sein Debüt in der Primera División. Drei Tage später erzielte er einen Hattrick in der Copa-del-Rey-Begegnung gegen UD Lanzarote. Er absolvierte in dieser Saison noch 14 weitere Ligaspiele und stand dabei neunmal in der Startelf. In der Saison 2005/06 wurde er immer wieder von Verletzungen zurückgeworfen, so dass er nur zehn Ligaspiele von Anfang an bestritt. Vor Beginn der Saison 2006/07 verlängerte Llorente seine Vertragslaufzeit bis 2011. Er ging in die Saison als vierter Stürmer hinter Aritz Aduriz, Joseba Etxeberria und Ismael Urzaiz. Das führte dazu, dass er in dieser Saison nur zweimal in der Startaufstellung stand und nur zwei Treffer in 21 Ligaeinsätzen erzielte. Seinen endgültigen Durchbruch schaffte Llorente in der Saison 2007/08, als er mit elf Ligatoren bester Torschütze seines Vereins war. In der folgenden Spielzeit traf er in 34 Ligaspielen 14-mal und erreichte mit Athletic Bilbao das Pokalfinale, das man gegen den FC Barcelona verlor. In der Saison 2009/10 erzielte er erneut 14 Ligatreffer in 37 Spielen. In der UEFA Europa League 2009/10 war er sechsmal als Torschütze erfolgreich und damit drittbester Torjäger des Wettbewerbs. In der Spielzeit 2010/11 stellte er mit 18 Toren in 38 Ligaspielen eine neue Karrierebestmarke auf. In der Saison 2011/12 schoss er am 31. Januar 2012 im Halbfinale der Copa del Rey sein 100. Pflichtspieltor für Athletic Bilbao. Insgesamt traf Llorente im Laufe der Spielzeit in 32 Ligaspielen 17-mal. Mit weiteren fünf Toren in der Copa del Rey sowie sieben Toren in der Europa League kam Llorente in 53 Pflichtspielen auf 29 Tore und erreichte mit seinem Verein in beiden Pokalwettbewerben das Endspiel.
Zu Beginn der Saison 2012/13 lehnte Llorente ein Verlängerungsangebot seines zum Saisonende auslaufenden Vertrages ab, woraufhin verschiedene europäische Topklubs ihr Interesse am Spanier bekundeten. Athletic Bilbao bestand jedoch auf einer Erfüllung von Llorentes Vertrag; er war fortan nur noch Ergänzungs- und Einwechselspieler und überwarf sich zwischenzeitlich mit Trainer Marcelo Bielsa. Anfang Dezember 2012 bekräftigte Llorente erneut, seinen auslaufenden Vertrag nicht verlängern zu wollen. Zum Saisonende verließ er im Sommer 2013 Athletic Bilbao nach neun Jahren und über 300 Pflichtspielen und schloss sich ablösefrei dem italienischen Erstligisten Juventus Turin an.
Am 27. August 2015 kehrte Llorente in die Primera División zurück und schloss sich dem FC Sevilla an. Er erhielt nach einer Vertragsauflösung mit Juventus Turin beim amtierenden Europa-League-Sieger einen Dreijahresvertrag mit einer Ausstiegsklausel in Höhe von 20 Millionen Euro. Im August 2016 wechselte er nach Wales zu Swansea City und unterschrieb einen Zweijahresvertrag. Ende August 2017 schloss er sich Tottenham Hotspur an.
Am 2. September 2019 wechselte er zur SSC Neapel.
Nach kurzen Stationen bei Udinese Calcio und SD Eibar beendete er Mitte Februar 2023 seine Karriere.

## Nationalmannschaftskarriere
Bei der Junioren-Fußballweltmeisterschaft 2005 erreichte er mit der spanischen U-20-Auswahl das Viertelfinale und wurde am Ende des Turniers als zweitbester Torschütze mit dem silbernen Schuh ausgezeichnet. Llorente trug sich beim Gruppenspiel gegen Chile (7:0) viermal in die Torschützenliste ein und erzielte insgesamt sechs Tore, eines weniger als Torschützenkönig Lionel Messi, der drei Spiele mehr bestritten hatte.
Am 19. November 2008 bestritt er beim 3:0-Sieg im Freundschaftsspiel gegen Chile sein erstes Länderspiel für die spanische Nationalmannschaft, in welchem er in der 71. Spielminute für Xavi eingewechselt wurde. Bereits im nächsten Spiel gegen England erzielte Llorente sein erstes Länderspieltor; es war der Treffer zum 2:0-Endstand.
Beim Confed-Cup 2009 wurde er mit der Nationalmannschaft Dritter. Er wirkte sowohl im Gruppenspiel als auch im Spiel um den dritten Platz gegen Südafrika mit, dabei schoss er im erstgenannten Spiel das letzte Tor zum 2:0.
2010 wurde er als Ergänzungsspieler in den spanischen Kader für die WM 2010 berufen.
Llorente läuft seit 2005 – wie einige seiner ehemaligen Teamkollegen von Athletic – regelmäßig für die baskische Fußballauswahl auf.

## Erfolge
Verein:

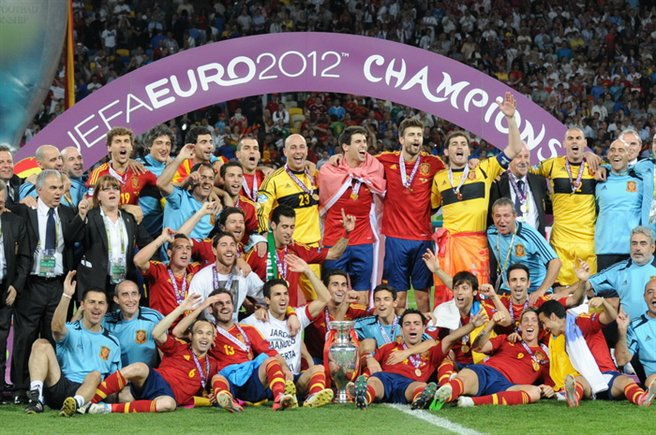
Feierlichkeiten nach dem Gewinn der Europameisterschaft 2012

- UEFA-Europa-League-Sieger: 2015/16 (FC Sevilla)
- Italienischer Meister (2): 2013/14, 2014/15 (Juventus Turin)
- Italienischer Pokalsieger (2): 2014/15 (Juventus Turin), 2019/20 (SSC Neapel)
- Italienischer Superpokalsieger (2): 2013, 2015 (Juventus Turin)

Nationalmannschaft:
- Weltmeister: 2010
- Europameister: 2012
- Dritter Platz beim Confed-Cup 2009

Individuell:
- Silberner Ball bei der U20-Weltmeisterschaft: 2005